# タシロマメ
タシロマメ（田代豆、学名：Intsia bijuga）はマメ科タシロマメ属の常緑高木。
別名シロヨナ、シロマメ、タイヘイヨウテツボク。和名は明治中期に沖縄・台湾の植物を研究した田代安定にちなむ。
環境省カテゴリー 絶滅危惧種IA類（CR）。
絶滅危惧IA類 (CR)（環境省レッドリスト）

## 特徴
高さ10–20 m。偶数羽状複葉が互生する。小葉は通常1–2対、まれに3対、やや湾曲した広卵形で重なり合う。小葉は全縁で楕円形、長さ約7–15 cm、幅約4–9 cm。枝先に短い円錐状の花序が頂生する。花は赤く長い雄しべが目立ち、花弁は1枚のみが発達し、白から淡紅色に変化する。豆果は黒褐色で扁平、長さ10–25 cm、中に長さ25 mm程度の平たい種子を3–6個有する。種子は海流で散布され、まれに九州でも漂着し発芽する。

## 分布と生育環境
石垣島、西表島。国外では台湾、中国南部、熱帯アジア、オーストラリア、ポリネシア、マダガスカル、インドなど。海岸やマングローブ林の内陸側、河口付近の岩場などに生える。

## 利用
材は比重が大きく光沢があり、唐木に準ずる銘木で、家具や建築等の装飾面に利用される。堅く、シロアリに強い良質の建材となるため、古くから伐採・利用され、明治初期までには激減した。アメリカ合衆国グアム準州の木（Ifit）。

## ギャラリー
- 2対の偶数羽状複葉
- 若樹
- 樹上に残る豆果
- 地上へ落下後、3個の種子を残す豆果